# Plan d'aide au retour à l'emploi
En France, le plan d'aide au retour à l'emploi (PARE) est un élément clef de la convention d'assurance chômage appliquée de juillet 2001 à février 2006. Il s’agit d’un engagement signé entre le chômeur et le Pôle emploi de tout mettre en œuvre pour que celui-ci retrouve rapidement un emploi. Son introduction a été une étape de quelques années, complété ensuite pour renforcer les obligations des personnes bénéficiant de l'allocation chômage.

## Logique de ce dispositif
Il traduit une évolution des missions de l'assurance chômage vers une contractualisation des relations entre le demandeur d'emploi et les Assedic. Celles-ci ne se bornent plus à verser un revenu de remplacement au demandeur d'emploi; elles l'aident à revenir vers l'emploi dans le cadre d'un projet défini avec lui.

## Evaluation de l'efficacité du PARE
Le PARE a fait l'objet de diverses évaluations post-mortem, sur la base de l'étude de 44 552 observations. Environ 25% des chômeurs ayant une ancienneté de chômage supérieure à 18 mois et qui ont reçu au moins une offre de services ont pu être reclassés au bout de 12 mois, contre seulement 20% pour ceux n'ayant pas fait l'objet d'une mesure d'accompagnement. Les femmes ont été plus difficiles à recaser que les hommes, et les cadres plus difficiles que les non-cadres. Les licenciés économiques ont été plus difficiles à recaser que les fins de CDD. Enfin, les français sont avantagés par rapport aux étrangers.

## Évolutions ultérieures
Le  PARE a été une étape pendant quelques années, complété ultérieurement par le PPAE. Le projet personnalisé d’accès à l’emploi (PPAE) remplace en effet le PARE pour les chômeurs inscrits à compter du 18 janvier 2006 (arrêté du 23 février 2006 portant agrément de la convention du 18 janvier 2006).
Dans la logique ultérieure des PPAE, lors de son inscription à Pôle emploi (devenu France Travail), chaque personne définit, dans un entretien dédié avec un conseiller, un projet personnalisé d'accès à l'emploi (PPAE). Ce projet est censé être actualisé tous les trois mois [mais Pôle emploi s'est fait attaqué devant le tribunal administratif de Paris pour défaut d'actualisation]. Le PPAE précise l'emploi recherché et la personne s'exprime notamment sur ces qualifications et leurs évolutions éventuellement nécessaires, la nature du ou des contrats recherchés (CDI, CDD, Intérim, ...), le salaire attendu, la zone géographique d'emploi envisageables. Et surtout des contraintes sont associées à cette définition, pour le chômeur nouvellement inscrit. En effet, des «offres raisonnables d'emploi» (ORE) sont ensuite proposées sur cette base. Le refus, «sans motif légitime», de deux ORE conduit à la suspension, pour deux mois, de l'indemnité.